# No Presents for Christmas
No Presents for Christmas ist ein Lied von King Diamond. Es handelt sich um die erste Veröffentlichung des nach ihm benannten Soloprojekts nach der Auflösung von Mercyful Fate. Die Single erschien, thematisch passend, am 25. Dezember 1985, also dem ersten Weihnachtstag.

## Hintergrund
Nach der Auflösung von Mercyful Fate, die vor allem auf Spannungen zwischen King Diamond und Hank Shermann beruhte, gründete King Diamond ein nach ihm benanntes Soloprojekt. Zu diesem wechselten auch die beiden ehemaligen Mercyful-Fate-Musiker Timi Hansen (Bass) und Michael Denner (Gitarre). Zu ihnen stießen noch Gitarrist Andy LaRocque und Schlagzeuger Mikkey Dee. Damit war das erste Line-up komplett. Nach einem Demo erschien als erstes Lebenszeichen die Single No Presents for Christmas am 25. Dezember 1985 über Roadrunner Records. Als B-Seite wurde das Lied Charon verwendet. Während Charon auf dem Debütalbum Fatal Portrait zu finden ist, war No Present for Christmas zunächst nur als Single erhältlich. 1988 wurde es schließlich dem Raritätenalbum The Dark Sides beigefügt. Zudem wurde es 1997 bei der Wiederveröffentlichung dem Album Fatal Portrait beigefügt. Des Weiteren ist es Bestandteil der Kompilationen A Dangerous Meeting (1992) und The Best of King Diamond (2003). Außerdem erschien es in Liveversionen auf In Concert 1987 – Abigail (1991) und Deadly Lullabyes (2004).

## Cover
Die Single erschien sowohl als Kassette als auch im 12’’-Format. Es existieren zwei Schallplattencover. Das erste zeigt King Diamond in seinem charakteristischen Make-up neben einem Rentier. Dabei zeigt er eine lange Nase und streckt die Zunge heraus. Dieses Motiv wurde auch für die Picture-LP verwendet. Auf der anderen Version ist der King-Diamond-Schriftzug in Grün und Rot zu sehen, dazu eine Weihnachtsglocke. Dieses Motiv wurde auch als Backcover verwendet.
1. No Presents for Christmas – 4:18
2. Charon – 4:16

Im Rahmen des Record Store Day Black Friday am 23. November 2012 erfuhr die Single eine Wiederveröffentlichung.

## Musikstil und Text
No Presents for Christmas wurde von King Diamond und Michael Denner geschrieben. King Diamond trat auch als Produzent auf und wurde von Roberto Falcao dabei unterstützt, der zugleich Toningenieur der Single war. Das Lied beginnt mit den Klängen von Jingle Bells, nach einem infernalischen Lachen ändert sich der Musikstil zum Speed Metal im Stile von Judas Priest, getragen von zwei Gitarrenläufen sowie King Diamonds überwiegend hohem Falsett-Gesang. Als Break wird ein Glockenspiel verwendet, danach folgt ein längeres Gitarrensolo. Nach dem Refrain beginnen die Eingangstakte von White Christmas zu erklingen, doch statt „Weißen Weihnachten“ wünscht sich das lyrische Ich einen „White Sabbath“ („Weißen Hexensabbat“). Der Text porträtiert einen verzweifelten Weihnachtsmann, der zunächst seine Liste mit bösen Kindern verloren hat und dann niemanden findet, der ihm hilft die Geschenke zu verteilen. Deshalb gibt es keine Geschenke zu Weihnachten. Im Text werden potenzielle Helfer des Weihnachtsmannes erwähnt, darunter Donald Duck, Tom und Jerry sowie Petrus, die jedoch alle Besseres zu tun haben oder betrunken sind.